# Oncocnemis toddi
Oncocnemis toddi är en fjärilsart som beskrevs av Blanchard 1968. Oncocnemis toddi ingår i släktet Oncocnemis och familjen nattflyn. Inga underarter finns listade i Catalogue of Life.